# Mod DB
Mod Database oder Mod DB ist eine Website, die sich auf das Modding von Videospielen konzentriert. Sie wurde 2002 von Scott Reismanis gegründet. Eine Spin-off-Website, Indie DB, wurde 2010 ins Leben gerufen und konzentriert sich auf Indie-Spiele und Nachrichten. Mit Desura versuchte man eine Vertriebsplattform zu realisieren.

## Awards
Mod DBs Wettbewerb, der „Golden Spanner“-Award, zielt darauf ab, den Industriestandard für innovative und qualitativ hochwertige Mods zu setzen. Mods werden über eine Community-Abstimmung ausgewählt und dann von den Mitarbeitern überprüft, um die endgültige Liste der Gewinner zu erstellen. Der Wettbewerb zielt auf alle Bereiche des Moddens ab, mit verschiedenen Kategorien wie Computergrafik und Gameplay.

### 2021
Editors Choice
- Best Singleplayer: Slayer's Testaments (für Quake)
- Best Multiplayer: Bannerlord Online (für Mount & Blade II: Bannerlord)
- Best Graphical Overhaul: TIE Fighter: Total Conversion (TFTC) (für Star Wars: X-Wing Alliance)
- Best Overhaul Mod: Command And Conquer: Generals Evolution (für Command & Conquer: Alarmstufe Rot 3)
- Best Continued Support: Expanding Fronts (für Star Wars: Galactic Battlegrounds)
- Expansion-worthy Award: Unification Mod – Dawn of War: SoulStorm (für Dawn of War: Soulstorm)
- Historical Accuracy Award: Between Empires (für Mount & Blade: Warband)
- Best Adaptation Award: The Old Realms (für Mount & Blade II: Bannerlord)
- Best Unique Twist: Mass Effect: Unification (für Star Wars: Battlefront II)
- Most Anticipated: Warcraft: Guardians of Azeroth 2 (für Crusader Kings III)

Players Choice – Mod of the Year 2021
1. The Chronicles Of Myrtana: Archolos (für Gothic II)
2. Black Mesa: Blue Shift (für Black Mesa)
3. Command And Conquer: Generals Evolution (für Command & Conquer: Alarmstufe Rot 3)
4. SIGNAL LOST (für Half-Life)
5. Rise of the East (für Command & Conquer: Alarmstufe Rot 2: Yuris Rache)
6. Dark Interval (für Half-Life 2)
7. VTMB Unofficial Patch (für Vampire: The Masquerade – Bloodlines)
8. X-Ray Multiplayer Extension (für S.T.A.L.K.E.R.: Call of Pripyat)
9. The End of Days (für Command & Conquer: Generäle – Die Stunde Null)
10. Ashes 2063 (für Doom II)

Players Choice – Best Upcoming Mod 2021
1. The Battle for Middle-Earth: Reforged (für Der Herr der Ringe: Die Schlacht um Mittelerde)
2. Half-Life: Extended (für Half-Life)
3. CnC: Condition Red (für Command & Conquer: Alarmstufe Rot 3)
4. True Stalker (für S.T.A.L.K.E.R.: Call of Pripyat)
5. Trench Foot (für Doom II)
6. Halfquake Rebirth (für Half-Life 2: Episode Two)
7. In the Name of Jerusalem II (für Mount & Blade II: Bannerlord)
8. He Came From Beyond (für Doom II)
9. DELUGE (für Doom II)
10. Fremen's Foes: Redux (für Half-Life 2)

### 2020
Editors' choice
- Best Singleplayer: Perisno (für Mount & Blade: Warband)
- Best Multiplayer: X-Ray Multiplayer Extension (für S.T.A.L.K.E.R.: Call of Pripyat)
- Best Graphical Overhaul: Crysis Enhanced Edition (für Crysis)
- Best Overhaul Mod: BannerPage (für Mount & Blade: Warband)
- Best Continued Support: The Age Of The Ring (für Der Herr der Ringe: Die Schlacht um Mittelerde 2)
- Expansion-worthy Award: Farewell of the White Wolf (für The Witcher 2: Assassins of Kings)
- Historical Accuracy Award: National Videogame Museum (für Doom 2: Hell on Earth)
- Best Adaptation Award: The Last Alliance (für Total War: Shogun 2)
- Best Unique Twist: Doom Zero (für Doom 2)
- Most Anticipated: Portal Reloaded (für Portal 2)

Players' choice – Mod of the Year
1. Age of the Ring (für Der Herr der Ringe: Die Schlacht um Mittelerde 2)
2. Mental Omega (für Yuri's Revenge)
3. Project Reality (für Battlefield 2)
4. Divide and Conquer (für Medieval II: Total War: Kingdoms)
5. Black Mesa: Azure Sheep (für Black Mesa)
6. Expanding Fronts (für Star Wars: Galactic Battlegrounds)
7. Unification Mod - Dawn of War: SoulStorm (für Dawn of War)
8. Total War: Rise of Mordor (für Total War: Attila)
9. Arcane Dimensions: (für Quake)
10. Half Life 2: Raising the Bar Redux (für Half-Life 2: Episode Two)

Players' choice – Best Upcoming Mod
1. Kingdoms of Arda (für Mount & Blade II: Bannerlord)
2. Half-Life: Dark Matter (für Half-Life)
3. Entropy : Zero 2 (für Half-Life 2: Episode Two)
4. Guard Duty (für Half-Life 2)
5. Corona (für Command & Conquer: Alarmstufe Rot 3)

### 2019
Editors' choice
- Best Singleplayer: SPV3 For Halo Combat Evolved (für Halo: Combat Evolved)
- Best Multiplayer: Heat Of Battle (für Battlefield 2)
- Best Graphical Overhaul: Remako HD Graphics Mod (für Final Fantasy VII)
- Best Overhaul Mod: Far Cry 2: Redux (für Far Cry 2)
- Best Crossover: Bloom (für Doom 2: Hell on Earth)
- Best Continued Support: A Clash Of Kings (Game Of Thrones) (für Mount & Blade: Warband)
- Expansion-worthy Award: Realistic & Rezzed Maps (für Battlefront II)
- Historical Accuracy Award: North & South: ACW The American Civil War (für Napoleon: Total War)
- Best Adaptation Award: Star Trek Armada III: Uprising (für Sins of a Solar Empire: Rebellion)
- Continuing Legacy Award: S.T.A.L.K.E.R. Anomaly (für: S.T.A.L.K.E.R.: Call of Pripyat)
- Most Anticipated: Dragon Age: Total War (für Medieval II: Total War: Kingdoms)
- mod.io Sponsor Award: Descenders (von: Giant Squid)

Players' choice – Mod of the Year
1. Empire At War Remake: Galactic Civil War (für Star Wars: Empire at War: Forces of Corruption)
2. Ultimate Apocalypse Mod (DOW SS) für Dawn of War
3. Thrawn's Revenge: Imperial Civil War (für Star Wars: Empire at War: Forces of Corruption)
4. S.T.A.L.K.E.R. Anomaly (für: S.T.A.L.K.E.R.: Call of Pripyat)
5. Half-Life 2 : MMod (für Half-Life 2: Episode Two)
6. Republic at War (für Star Wars: Empire at War: Forces of Corruption)
7. Battlefront 2 Remaster Project (für Star Wars Battlefront II)
8. Age of Empires III: Wars of Liberty für (Age of Empires III: The Asian Dynasties)
9. Tiberium Essence (für Command & Conquer 3: Tiberium Wars)
10. Rise of the Mandalorians (für Star Wars: Empire at War: Forces of Corruption)

Players' choice – Best Upcoming Mod
1. Starlight (für Half-Life)
2. Bloom (für Doom 2: Hell on Earth)
3. Star Wars - Galaxy At War (für Men of War: Assault Squad 2)
4. Apotheosis (für Elder Scrolls V: Skyrim)
5. Ages of the Federation (für Sins of a Solar Empire: Rebellion)

### 2018
Editors' choice
- Best Singleplayer: Fallout: New California (für Fallout: New Vegas)
- Best Multiplayer: Quake Champions: Doom Edition (für Doom 2: Hell on Earth)
- Best Graphical Overhaul: Doom Slayer Chronicles (für Doom 2)
- Best Classic Revival: Black Mesa: Azure Sheep (für Black Mesa)
- Best Crossover: Year of the Dragon (für Half-Life)
- Totality Award: Total Chaos (für Doom 2)
- Expansion-worthy Award: SYSTEM SHOCK: ReWired (für System Shock)
- Best Adaptation Award: Star Trek: Armada 3 (für Sins of a Solar Empire: Rebellion)
- Historical Accuracy Award: Screaming Steel: 1914-1918 (für Day of Infamy)
- Continuing Legacy Award: Ghost Recon: Heroes Unleashed (für Tom Clancy’s Ghost Recon)
- Most Anticipated: Lordbound (für Elder Scrolls V: Skyrim)
- mod.io Sponsor Award: Aground (von: Fancy Fish Games)

Players' choice – Mod of the Year
1. Fallout: New California (für Fallout: New Vegas)
2. Warsword Conquest (für Mount & Blade: Warband)
3. Half-Life : Echoes (für Half-Life)
4. Thrawn's Revenge: Imperial Civil War für Star Wars: Empire at War: Forces of Corruption
5. Prophesy of Pendor (für Mount & Blade: Warband)
6. Contra (für Command & Conquer: Generäle – Die Stunde Null)
7. Awakening of the Rebellion (für Star Wars: Empire at War: Forces of Corruption)
8. Battlefront Ultimate Commander (für Star Wars Battlefront II)
9. S.T.A.L.K.E.R. Anomaly (für: S.T.A.L.K.E.R.: Call of Pripyat)
10. Total Chaos (für Doom 2)

Players' choice – Best Upcoming Mod
1. Dead Air (für: S.T.A.L.K.E.R.: Call of Pripyat)
2. Half-Life 2: Classic (für Half-Life)
3. Lordbound (für Elder Scrolls V: Skyrim)
4. Command And Conquer : Generals Evolution (für Command & Conquer: Alarmstufe Rot 3)
5. Half Life 2: Raising the Bar Redux (für: Half-Life 2: Episode Two)

### 2017
Editors' choice
- Best Singleplayer: SWAT: Elite Force (mod für SWAT 4: The Stetchkov Syndicate)
- Best Multiplayer: Just Cause 3 Multiplayer Mod (mod für Just Cause 3)
- Best Graphical Overhaul: Resident Evil 4 HD Project (mod für Resident Evil 4)
- Best Classic Revival: Aliens: The Ultimate Doom (mod für Doom)
- Best Crossover: Half-Payne (mod für Half-Life)
- Totality Award: Castlevania: Simon’s Destiny (mod für Doom)
- Expansion-Worthy Award: Half Life: Caged (mod für Half-Life)
- Best Adaptation Award: A Clash of Kings (mod für Mount & Blade: Warband)
- Historical Accuracy Award: Age of Bronze (mod für Total War: Rome II)
- Continuing Legacy Award: Tiberium Secrets (mod für Command & Conquer 3: Tiberium Wars)
- Most Anticipated: Fallout: New Califürnia (mod für Fallout: New Vegas)
- mod.io Mod Monster Award (game that has "embraced modding more than any other"): Hello Neighbor

Players' choice – Mod of the Year
1. Brutal Doom (mod für Doom)
2. Star Wars: Thrawn's Revenge II: Ascendancy (mod für Star Wars: Empire at War: Forces of Corruption)
3. Twisted Insurrection (standalone mod für Command & Conquer: Tiberian Sun)
4. Third Age: Refürged (mod für Medieval II: Total War: Kingdoms)
5. The Empire At War Remake (mod für Star Wars: Empire at War: Forces of Corruption)
6. Age of the Ring (mod für Der Herr der Ringe: Die Schlacht um Mittelerde 2: Aufstieg des Hexenkönigs)
7. Morrowind Rebirth (mod für The Elder Scrolls III: Morrowind)
8. Dawn of the Tiberium Age (standalone mod für Command & Conquer: Tiberian Sun)
9. Age of Empires III: Wars of Liberty (mod für Age of Empires III: The Asian Dynasties)
10. SWAT: Elite Force (mod für SWAT 4: The Stetchkov Syndicate)

Players' choice – Best Upcoming Mod
1. Skyblivion (mod für The Elder Scrolls V: Skyrim)
2. Fallout 4: New Vegas (mod für Fallout 4)
3. Fall of the Republic: Thrawn's Revenge III (mod für Star Wars: Empire at War: Forces of Corruption)
4. Awakening of the Rebellion (mod für Star Wars: Empire at War: Forces of Corruption)
5. Tiberian Sun Rising (mod für Command & Conquer 3: Tiberium Wars)
6. Star Wars Frontlines: The Galactic Civil War (mod für Company of Heroes: Opposing Fronts)

### 2016
Editors' choice
- Creativity Award: Call of Warhammer: Beginning of The End Times (mod für Medieval II: Total War: Kingdoms)
- Community Award: Sven Co-op (mod für Half-Life)
- Worldly Award: Nuclear Cataclysm (mod für Crysis)
- Visuality Award: GoldenEye: Source (mod für Half-Life 2)
- Best Upcoming: Star Trek Infinities (mod für Stellaris)
- Best Overhaul: Medieval Kingdoms Total War (Attila Version) (mod für Total War: Attila)
- Best Multiplayer: Crysis Co-Op (mod für Crysis)
- Best Singleplayer: Old Good STALKER Evolution (mod für S.T.A.L.K.E.R.: Shadow of Chernobyl)
- Best Overall (3rd): TemplarGFX's ACM Overhaul (mod für Aliens: Colonial Marines)
- Best Overall (2nd): Far East War (mod für Company of Heroes: Opposing Fronts)
- Best Overall (1st): Star Wars: Thrawn's Revenge II: Ascendancy (mod für Sins of a Solar Empire: Rebellion)

Players' choice – Mod of the Year
1. S.T.A.L.K.E.R.: Call of Chernobyl (mod für S.T.A.L.K.E.R.: Call of Pripyat)
2. Enderal (mod für The Elder Scrolls V: Skyrim)
3. Hearts of Iron IV: The Great War (mod für Hearts of Iron IV)
4. Thrawn's Revenge: Imperial Civil War (mod für Star Wars: Empire at War: Forces of Corruption)
5. Brutal Doom 64 (mod für Doom II)
6. Medieval Kingdoms Total War (Attila Version) (mod für Total War: Attila)
7. Divide and Conquer (mod für Medieval II: Total War: Kingdoms)
8. Call of Warhammer: Beginning of The End Times (mod für Medieval II: Total War: Kingdoms)
9. RHS: Armed Forces of the Russian Federation (A3) (mod für Arma 3)
10. Expanding Fronts (mod für Star Wars: Galactic Battlegrounds)

Players' choice – Best Upcoming Mod
1. Yuuzhan Vong at War (mod für Star Wars: Empire at War: Forces of Corruption)
2. Star Trek Infinities (mod für Stellaris)
3. Galaxy at War: The Clone Wars (mod für Star Wars: Empire at War: Forces of Corruption)
4. Evolutions: Real Time Strategy Evolved (mod für Command & Conquer 3: Tiberium Wars)
5. Counter-Strike: Classic Offensive (mod für Counter-Strike: Global Offensive)

### 2015
Editors' choice
- Interaction Award: Tuning Mod v1.1 by Junior_Djjr (mod für Grand Theft Auto: San Andreas)
- Creativity Award: Fallout: Project Brazil (mod für Fallout: New Vegas)
- Community Award: Sins of a Galactic Empire (mod für Sins of a Solar Empire: Rebellion)
- Worldly Award: S.T.A.L.K.E.R.: Call of Chernobyl (mod für S.T.A.L.K.E.R.: Call of Pripyat)
- Visuality Award: Brutal Half-Life (mod für Half-Life)
- Best Upcoming: Warcraft: Armies of Azeroth (mod für StarCraft II: Heart of the Swarm)
- Best Overhaul: Star Trek: Continuum Remastered (mod für Homeworld Remastered Collection)
- Best Multiplayer: Mars City Security (mod für Doom 3)
- Best Singleplayer: Portal Stories : Mel (mod für Portal 2)
- Best Overall (3rd): Mental Omega APYR (mod für Command & Conquer: Alarmstufe Rot 2 – Yuris Rache)
- Best Overall (2nd): Silent Hill: Alchemilla (mod für Half-Life 2)
- Best Overall (1st): Star Wars - Bear Force II (mod für Mount & Blade: Warband)

Players' choice – Mod of the Year
1. Edain (mod für Der Herr der Ringe: Die Schlacht um Mittelerde 2 - Aufstieg des Hexenkönigs)
2. Rise of the Reds (mod für Command & Conquer: Generäle)
3. Mental Omega APYR (mod für Command & Conquer: Alarmstufe Rot 2 – Yuris Rache)
4. Ultimate Apocalypse (mod für Warhammer 40.000: Dawn of War: Soulstorm)
5. A Clash of Kings (Game of Thrones) (mod für Mount & Blade: Warband)
6. Warsword Conquest (mod für Mount & Blade: Warband)
7. Thrawn's Revenge: Imperial Civil War (mod für Star Wars: Empire at War: Forces of Corruption)
8. Fallout: Project Brazil (mod für Fallout: New Vegas)
9. S.T.A.L.K.E.R.: Call of Chernobyl (mod für S.T.A.L.K.E.R.: Call of Pripyat)
10. Portal Stories : Mel (mod für Portal 2)

Players' choice – Best Upcoming Mod
1. Total War: Rise of Mordor (mod für Total War: Attila)
2. Star Wars: Interregnum (mod für Sins of a Solar Empire: Rebellion)
3. Ray of Hope [Co-op & Online] (mod für S.T.A.L.K.E.R.: Call of Pripyat)
4. Gunslinger (mod für S.T.A.L.K.E.R.: Call of Pripyat)
5. Dawn of the Reapers (mod für Sins of a Solar Empire: Rebellion)

### 2014
Editors' choice
- Interaction Award: Anarchy Arcade
- Creativity Award: Warsword Conquest
- Community Award: Twisted Insurrection
- Worldly Award: GMDX
- Visuality Award: Stargate Space Conflict
- The Ressie Award: Double Action: Boogaloo
- Best Upcoming: Deus Ex: Revision
- Best Overhaul: Lambda Wars
- Best Multiplayer: Breaking Point
- Best Singleplayer: Penumbra: Necrologue
- Best Overall: Double Action: Boogaloo

Player's choice
- Best Overall: Euro Truck Simulator 2 Multiplayer

### 2013
- Mod of the Year: Just Cause 2 Multiplayer[26]
- Best Upcoming: Operation Black Mesa[27]

Editors' choice
- Interaction Award: Starship Aces (Unreal Tournament 2004)
- Creativity Award The Great War Napoleon: Total War mod
- Community Award: Morrowind Rebirth
- Worldly Award: Misery (S.T.A.L.K.E.R.: Call of Pripyat Mod)
- Visuality Award: The Great War Napoleon: Total War mod
- The Ressie Award: Duke Nukem Forever 2013
- Best Upcoming: From Earth (Half-Life 2 Mod)
- Best Overhaul: SynergiesMOD (Torchlight II mod )
- Best Multiplayer: Just Cause 2 Multiplayer
- Best Singleplayer: Deus Ex: Nihilum
- Best Overall: Just Cause 2 Multiplayer

### 2012
- Mod of the Year: Black Mesa[29]
- Players Choice: S.T.A.L.K.E.R. - Lost Alpha (S.T.A.L.K.E.R.: Shadow of Chernobyl Mod)[30]

Editors' choice
- Interaction Award: Left 4 Theft: San Andreas (Grand Theft Auto: San Andreas Mod)
- Creativity Award: Brutal Doom
- Community Award: Cry of Fear
- Worldly Award: G STRING (Half-Life 2 Mod)
- Visuality Award: Hyrule: Total War (Medieval II: Total War: Kingdoms Mod)
- Best Upcoming: Faceless (Unreal Engine 4)
- Best Overhaul: Darthmod (Serie) für Total War
- Best Multiplayer: DayZ
- Best Singleplayer: Cry of Fear
- Best Overall: Misery (S.T.A.L.K.E.R.: Call of Pripyat Mod)

### 2011
Player's choice
- Mod of the Year: Multi Theft Auto für Grand Theft Auto: San Andreas[32]
- Upcoming: Cry of Fear[33]

Editors' choice
- Best Singleplayer: White Night (Amnesia: The Dark Descent Mod)
- Best Multiplayer: No More Room in Hell (Half-Life 2 Mod)
- CEO's Silver Spoon: Unreal Revolution (Deus Ex Mod)
- Best Upcoming: Canvas (Half-Life 2: Episode 2 Mod)
- Worldly Award: Dibella's Watch (Elder Scrolls IV: Oblivion Mod)
- Community Award: The Dark Mod
- Creativity Award: TITAN / ATROPHY: XCIX (Half-Life 2 Mod)
- Interaction Award: The Stanley Parable

### 2010
Editors' choice
- Best Original Art: Call of the Fireflies
- Best Multiplayer Mod: Eastern Front
- Best Singleplayer Mod: Nehrim: At Fate's Edge
- Best Upcoming Mod: Dear Esther

Player's choice
- Best Upcoming Mod: Project Reality: ArmA 2
- Mod of the Year: Forgotten Hope 2
- Honorable Mention: MechWarrior: Living Legends

### 2009
Editors' choice
- Best Indie Game: AaaaaAAaaaAAAaaAAAAaAAAAA!!! – A Reckless Disregard für Gravity
- Best Multiplayer Mod: MechWarrior: Living Legends
- Best Original Art Direction: Out of Hell
- Best Singleplayer Mod: The Nameless Mod
- Best Upcoming Indie Game: Overgrowth
- Best Upcoming Mod: Naruto: Naiteki Kensei

Player's choice
- Best Upcoming Mod: The Mortewood Plaza
- Indie Game of the Year: Natural Selection 2[41]
- Mod of the Year: MechWarrior: Living Legends

### 2008
Editors' choice
- Best Indie Game: Mount & Blade
- Best Multiplayer Mod: Project Reality
- Best Original Art Direction in a Total Conversion: The Delta Sector
- Best Single Player Mod: The Ball
- Best Upcoming Mod: Curse
- Best Upcoming Indie: Zeno Clash
- Most Innovative Multiplayer: Celestial Impact

Players' choice
- Best Upcoming Mod: Dead Before Dawn
- Indie Game of the Year: Mount & Blade[44]
- Mod of the Year: Project Reality

### 2007
Editors' choice
- Age of Chivalry
- Eternal Silence
- E.Y.E.
- Europe in Ruins
- Flipside
- The Hunted Chronicles
- Infinity: The Quest für Earth
- Mind
- Paranoia
- Shockwave

Player's choice
- Best Indie Game: BSG: Beyond the Red Line
- Best Released Mod: Insurgency: Modern Infantry Combat
- Best Unreleased Mod: Zombie Panic! Source

### 2006
Editors' choice
- Ambience: The Hidden
- Innovation: Iron Grip: The Oppression
- Multiplayer Mod of the Year: Killing Floor
- Old Skool Classic: Ragnarok Arena
- Reinvention: GoldenEye: Source
- Singleplayer Mod of the Year: Afraid of Monsters
- Standalone Game of the Year: DDarsana
- Upcoming Mod: Drawn to Be Alive
- Upcoming Standalone: Infinity: The Quest für Earth
- Visuals: The SoulKeeper

Player's Choice
- Best Indie Game: Tremulous
- Best Released Mod: Point of Existence 2
- Best Unreleased Mod: Black Mesa
- By genre
  - Action: Sourceforts
  - Adventure: Afraid of Monsters
  - Driving: UnWheel
  - Multi-Genre: Empires
  - Puzzle: BlockStorm
  - Role Playing: Battle for Elements
  - Simulation: Discovery Freelancer
  - Sports: International Online Soccer, Half-Life
  - Strategy: Red Alert 3: The Third War